# Moxostomatini
Tribu
Les Moxostomatini sont une tribu de poissons téléostéens.

## Liste des genres
Selon ITIS (15 juillet 2019) :
- genre Erimyzon Jordan, 1876
- genre Hypentelium Rafinesque, 1818
- genre Minytrema Jordan, 1878
- genre Moxostoma Rafinesque, 1820
- genre Thoburnia Jordan & Snyder in Jordan, 1917

## Publication originale
- (en) Carl Leavitt Hubbs, « Materials for a Revision of the Catostomid Fishes of Eastern North America », Miscellaneous publications. Museum of Zoology, University of Michigan, Ann Arbor, Inconnu, vol. 20,‎ 30 avril 1930, p. 1-47 (ISSN 0076-8405, OCLC 1607508, lire en ligne).